# Оленти
Оленти (каз. Өлеңті) — село в Сырымском районе Западно-Казахстанской области Казахстана. Входит в состав Жымпитынского сельского округа. Код КАТО — 275830400.

## Население
В 1999 году население села составляло 1653 человека (822 мужчины и 831 женщина). По данным переписи 2009 года, в селе проживали 1042 человека (544 мужчины и 498 женщин).